# 佐伯文郎
佐伯 文郎（さえき ぶんろう、1890年（明治23年）1月13日 - 1967年（昭和42年）6月10日）は、日本の陸軍軍人。最終階級は陸軍中将。

## 略歴
宮城県出身。佐伯永全の長男として生まれる。仙台陸軍地方幼年学校、中央幼年学校を経て、1911年（明治44年）5月、陸軍士官学校（23期）を卒業。同年12月、歩兵少尉に任官し歩兵第32連隊付となる。陸軍歩兵学校教導大隊付などを経て、1921年（大正10年）11月、陸軍大学校（33期）を卒業し歩兵第32連隊中隊長に就任。
1922年（大正11年）12月、参謀本部付勤務となり、参謀本部員、陸軍運輸部員を経て、1927年（昭和2年）3月、歩兵少佐に昇進し運輸部大連出張所長に着任。1928年（昭和3年）8月、歩兵第31連隊大隊長に就任し、陸大専攻学生、参謀本部付を経て、1931年（昭和6年）3月、歩兵中佐に進級し関東軍司令部付（満鉄嘱託）となる。
満鉄には有事の際の迅速な行動に備えて平時から関東軍の将校が嘱託として配属されていたが、同年9月に満州事変が始まると文郎が中心となって鉄道輸送面で関東軍の輸送に積極的な協力が行われた。
1933年（昭和8年）4月、運輸部員に転じ、台湾軍参謀を経て、1935年（昭和10年）8月、歩兵大佐に昇進し歩兵第29連隊長に就任。1937年（昭和12年）9月、北支那方面軍司令部付に異動し、同方面軍特務部第1課長に転じ、1938年（昭和13年）7月、陸軍少将に進級。同年11月、歩兵第104旅団長となり日中戦争に出征。
1940年（昭和15年）3月、参謀本部付に異動し、運輸部付を経て船舶輸送司令官兼陸軍運輸部長に就任。1941年（昭和16年）3月、陸軍中将に進み太平洋戦争を迎えた。1943年（昭和18年）4月、第26師団長に親補され蒙古に赴任。1944年（昭和19年）7月、船舶司令官兼陸軍運輸部長に転任。1945年（昭和20年）8月の原爆投下を受け、第2総軍により広島警備担任司令官に任命され、原爆負傷者の救護・救援活動を指揮した。同年12月、予備役編入。
1947年（昭和22年）11月28日、公職追放仮指定を受けた。1948年（昭和23年）7月、南方から捕虜を輸送した際の虐待（いわゆる地獄船）に関与した容疑で逮捕、B級戦犯として裁判にかけられた。同年12月に重労働24年の判決を受け服役するが、1957年（昭和32年）10月、仮釈放された。

## 栄典
- 1941年（昭和16年）9月15日 - 従四位
- 1943年（昭和18年）10月1日 - 正四位

## 親族
- 娘婿 七海正武（陸軍大尉）[1]